# Robert Liston
Pour les articles homonymes, voir Liston et Robert Liston.
Robert Liston né le 8 octobre 1742 à Kirkliston (West Lothian) et mort le 15 juillet 1836 dans sa résidence de Millburn Tower près d'Édimbourg est un diplomate britannique. Il est un des trois premiers roturiers à avoir eu une prestigieuse carrière diplomatique en Grande-Bretagne.

## Biographie
Au départ destiné à l'Église d'Écosse, il entama des études en conséquence à l'université d'Édimbourg. En 1763, il devint le tuteur de Gilbert Elliot-Murray-Kynynmound et de son frère Hugh Elliot. Il les accompagna à Paris où ils suivirent l'enseignement de David Hume. C'est ce dernier qui présenta Liston à l'actrice Marie-Jeanne Riccoboni. Après son retour en Grande-Bretagne, il échangèrent plusieurs dizaines de lettres entre 1766 et 1782.
Lorsque Hugh Elliot entama sa carrière diplomatique, Robert Liston l'accompagna (Munich, Ratisbonne et Berlin). En 1783, John Stuart (1er marquis de Bute) fut nommé ambassadeur à Madrid ; il nomma Liston premier secrétaire d'ambassade. Lors des absences de l'ambassadeur, Liston devint chargé d'affaires avant de succéder complètement à Lord Montstuart. De 1788 à 1793, il fut ambassadeur en Suède avant d'être nommé à Constantinople. John Sibthorp l'accompagna dans l'Empire ottoman où il resta trois ans. Il y travailla à la transition entre la Levant Company déclinante et la diplomatie britannique officielle.
En février 1796, Robert Liston devint ambassadeur aux États-Unis. Le même mois, il épousait à Glasgow Henrietta Marchant, originaire d'Antigua. Le poste américain était difficile : il réussit renouer des relations cordiales après la guerre d'indépendance. Liston séjourna à Philadelphie jusqu'en 1800. Les lettres de son épouse sont une source de grande valeur sur la vie politique mais aussi la vie quotidienne aux États-Unis d'alors.
Ses derniers postes furent auprès de la République batave (1802) puis au Danemark (1803). Il prit sa retraite en 1804. Il se fit construire une résidence (Millburn Tower près d'Édimbourg). Sa femme, botaniste, y créa un « jardin américain » où elle acclimata diverses plantes américaines mais aussi d'Asie mineure après la nouvelle ambassade à Constantinople. En effet, en 1811, Robert Liston dut sortir de sa retraite pour succéder comme ambassadeur auprès de la Sublime Porte à Stratford Canning. Les qualités de Liston étaient à nouveau nécessaires, surtout après les difficultés causées par le traité de Bucarest à l'Empire ottoman qui en rendait les Britanniques responsables. Liston rentra en 1820. Il prit alors à nouveau sa retraite (à 79 ans).

## Source
- (en) Deborah Manley, « Liston, Sir Robert (1742–1836) », Oxford Dictionary of National Biography,‎ janvier 2008.